# Vincenzo Brunacci
Vincenzo Brunacci (Florença, 3 de março de 1768 — Pavia, 16 de junho de 1818) foi um matemático italiano.

## Publicações selecionadas
- Opuscolo analitico,  1792

Quale tra le pratiche usate in Italia per la dispensa delle acque (1814)

- Calcolo integrale delle equazioni lineari, 1798
- Corso di matematica sublime in quattro volumi, 1804 - 1807
- Elementi di algebra e di geometria, libro di testo in due volumi, 1809
- Trattato dell'ariete idraulico 1810, 2ª edição 1813

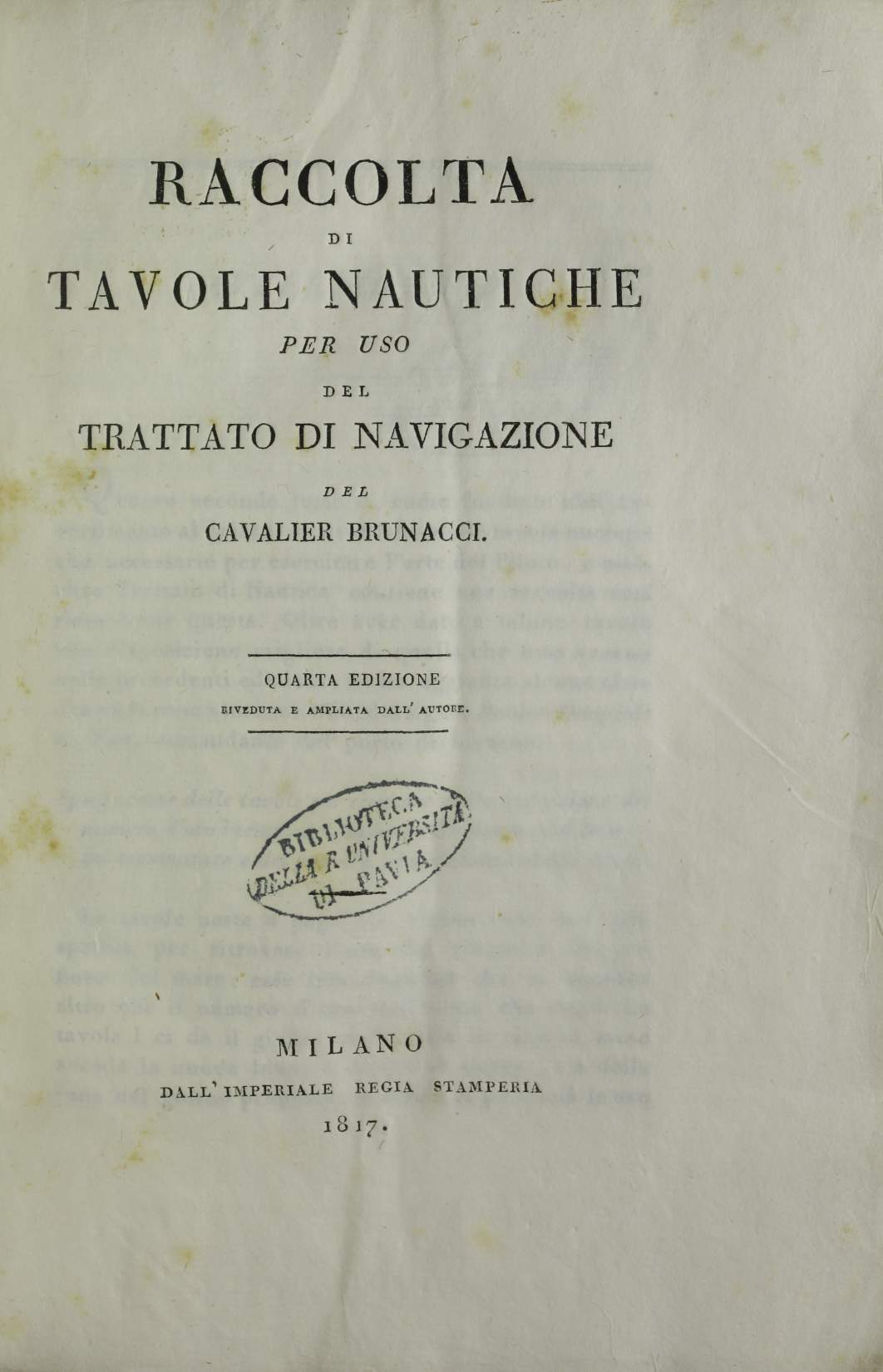
Trattato di navigazione, 1817